# 앰버 로즈
앰버 로즈(Amber Rose, 1983년 10월 21일 ~ )는 미국의 음악가, 모델, 패션 디자이너, 배우이다.